# آزات هایدیان
آزات آرمناکی هایدیان (ارمنی: Ազատ Արմենակի Հայդեյան؛  زادهٔ ۱۹۱۹ - درگذشته  تاریخ نامعلوم) کارشناس علوم پرورشی اهل ارمنستان بود.

## زندگی‌نامه
وی در ۱۹۱۹ در متس پارنی به دنیا آمد و از دانشگاه دولتی علوم پرورشی خاچاطور آبوویان ارمنستان فارغ‌التحصیل گشت. همچنین برندهٔ جوایزی همچون نشان جنگ میهنی درجه دو، نشان پرچم سرخ کار، نشان برجسته افتخار و آموزگار شایسته ارمنستان شوروی (۱۹۵۷) و مدال خاچاطور آبوویان شده است.  تاریخ درگذشت وی ناملعوم است.

## یادداشت
1. ↑  ՀԽՍՀ վաստակավոր մանկավարժ